# Servigny
Servigny är en kommun i departementet Manche i regionen Normandie i norra Frankrike. Kommunen ligger i kantonen Saint-Malo-de-la-Lande som tillhör arrondissementet Coutances. År 2018 hade Servigny 199 invånare.

## Befolkningsutveckling
Antalet invånare i kommunen Servigny
| Referens: INSEE |